# Park Overall
Park Overall, född 15 mars 1957 i Nashville, Tennessee, är en amerikansk film- och TV-skådespelare.

## Filmografi i urval
- 2011 - In the Family
- 2006 - To Kill a Mockumentary
- 1999 - Ladies Man
- 1993 - Undercover Blues
- 1993 - House of Cards
- 1993 - Spårlöst försvunnen
- 1990 - Dagissnuten
- 1988 - Mississippi brinner
- 1988-1995 - Härlige Harry